# Tompa László
Tompa László (Betfalva, 1883. december 14. – Székelyudvarhely, 1964. május 13.) erdélyi magyar költő, műfordító, Tompa Miklós rendező apja.

## Életútja
Elemi iskoláit Segesváron, a gimnázium alsó osztályait Székelykeresztúron végezte, majd Nagyszebenben érettségizett. 1902–1907 között elvégezte a jogot Kolozsváron. Itt jelent meg nyomtatásban első verse az Egyetemi Lapok-ban. Az egyetem elvégzése után Székelyudvarhelyre került közigazgatási gyakornoknak, 1918-ban vármegyei Udvarhely vármegye főlevéltárosának nevezték ki. Nem tett hűségesküt a román államnak, ezért a románok elbocsátották az állásából. Az első világháborút a városban vészelte át, mert egy gyermekkori sérülése miatt nem sorozták be. 1919-től ő szerkesztette a helyi Székely Közélet című lapot.
1920-tól kezdve több verse és műfordítása jelent meg Marosvásárhelyen, a Zord Idő című irodalmi lapban. Ebben az évben megnyerte a Zord Idő verspályázatát az Idegen falusi fogadóban című versével. Költeményei megjelentek az Erdélyi Szemle, a Napkelet, a Pásztortűz, az Ellenzék illetve az Erdélyi Helikon című lapokban.
1929-ben megkapta az Erdélyi Helikon nagydíját, 1941-ben a Baumgarten-díjat. 1943-ban lemondott a lapszerkesztésről és nyugdíjaztatását kérte, de 1944-ben elvállalta egy évre a magyar irodalom tanítását a székelyudvarhelyi gimnáziumban. 1955-ben kitüntették a Román Népköztársaság Állami Díjával. Bensőséges barátság fűzi a nagy erdélyi festő, az irodalmi élet egész galériájának portréját felvonultató zsögödi Nagy Imréhez, több versét a mester egy-egy festménye ihleti. Műfordítóként többek között Hans Christian Andersen, Johann Wolfgang von Goethe, Friedrich Hebbel, Hölderlin, Gottfried Keller, Nikolaus Lenau, Eduard Mörike, Rainer Maria Rilke, Friedrich Schiller, Theodor Storm és Stefan Zweig műveit tolmácsolta.

## Kötetei
- Erdély hegyei között, 1921
- Éjszaki szél, 1923
- Ne félj. Versek; Erdélyi Szépmíves Céh, Cluj, 1929 (Erdélyi Szépmíves Céh kiadványa. IV. sorozat)
- Hol vagy, ember? 1940
- Válogatott versek (1944)
- Régebbi és újabb versek (1955)
- Legszebb versei (1962)
- Versek (1963)
- Tavaszi eső zenéje (Kolozsvár, 1980)
- Erdélyi végzet alatt; Lazi, Szeged, 2007
- Válogatott versek; vál., szerk. Fekete Vince; Hargita, Csíkszereda, 2014 (Székely könyvtár)